# Ipsa childreni
Ipsa childreni (лат.) — морской брюхоногий моллюск из монотипического рода Ipsa семейства Cypraeidae. Видовое название дано в честь британского зоолога Джона Джорджа Чилдрена (1777—1852).

## Описание
Размер раковины составляет от 16 мм до 24 мм, самый большой найденный экземпляр был размером 32 мм. Окраска от бледно-жёлтого до тёмно-коричневого цвета. Прозрачная белая мантия моллюска охватывает всю раковину. Papillen дендритные.

## Распространение
Ipsa childreni является редко встречающимся видом. Область распространения охватывает центральную и восточную часть Индийского океана до юго-западного Тихого океана. Ipsa childreni живёт на морском дне на глубине от 5 до 50 м, всегда вблизи коралловых рифов, где моллюск ищет корм и прячется от хищников.

## Классификация
Вид был впервые описан в 1825 году Джоном Эдуардом Греем. Затем тот же вид был ещё трижды описан с присвоением названий: lemurica (1938), samurai (1940) и novaecaledoniae (1952), которые сегодня рассматриваются в качестве синонимов. Все три описания были произведены одной супружеской парой исследователей, Францем Альфредом Шильдером и Марией Шильдер.
|                                  |  |
| Раковина моллюска Ipsa childreni |  |